# برایان دراکر
برایان دراکر (انگلیسی: Brian Druker؛ زادهٔ ۳۰ آوریل ۱۹۵۵) دانشمند در زمینه سرطان‌شناسی اهل ایالات متحده آمریکا است.
وی همچنین برندهٔ جوایزی همچون جایزه پژوهش پزشکی بالینی لسکر-دی‌بیکی، جایزه ژاپن، جایزه روبرت کخ، و جایزه مرکز پزشکی آلبانی شده‌است.